# Helene Deutsch
Helene Deutsch (szül. Rosenbach) (Przemyśl, akkor Osztrák–Magyar Monarchia, ma Lengyelország, 1884. október 9. – Cambridge, 1982. március 29.) osztrák-amerikai pszichoanalitikus, Sigmund Freud kollégája, az első pszichoanalitikusnő.

## Élete
A galíciai Przemyślben született, zsidó családban. Apja, bár német nyelvű családban nőtt fel, lányát mégis lengyel nyelvű magániskolába íratta. Helene lengyel irodalom iránti szeretete élete végéig tartott, és előszeretettel azonosította magát a lengyelekkel, ragaszkodott a lengyel nemzeti identitásához.
Mielőtt Freud tanítványa lett, pszichiátriai és orvosi tanulmányokat folytatott Bécsben és Münchenben. Sigmund Freud asszisztenseként ő volt az első nő, akit a nők pszichológiája foglalkoztatott. Mentora Freud „legjobb tanítványa", Karl Abraham volt. Fiatalkori szerelmével, Herman Lieberman szocialista politikussal folytatott viszonya után, 1912-ben hozzáment Felix Deutsch-hoz, akitől többszöri sikertelen próbálkozás után gyermeke született, Martin Deutsch (1917-2002) fizikus. Helene 1935-ben elmenekült Németországból, és az Amerikai Egyesült Államokban, Cambridgeben telepedett le, férje és fia csak egy évvel később csatlakoztak hozzá. Helene egészen 1982-ben bekövetkezett haláláig itt dolgozott.

## A nőkről
Helene Deutsch, a női szexualitásról szóló írásaival szerezte meg hírnevét. Ő volt az első pszichoanalitikus, aki könyvet írt a nők pszichológiájáról (1925). Paul Roazen szerint „az érdeklődés amit Helene Deutsch és Karen Horney mutatott ebben a témában arra sarkallta Freudot, – aki nem szerette ha hátrahagyják – hogy ő is írjon a nőkről." Freud 1931-es publikációjában, amelyet a női szexualitással kapcsolatban írt, elismerően szólt Helene legutóbbi írásáról, amely többek közt a női mazochizmusról szólt.
1944-45-ben publikált egy kétkötetes munkát, amely a nők pszichológiájáról, a nők pszichologikus fejlődéséről szólt. Az első részben foglalkozott a leánykorral, pubertáskorral és a serdülőkorral, míg a másodikban az anyasággal, különböző szemszögekből, ideértve az örökbefogadó anyákat, leányanyákat és a mostohaanyákat is.

## Főbb művei
- Psychoanalysis of the Sexual Functions of Women, Internationaler Psychoanalytischer Verlag, Leipzig/Wien/Zürich, 1925 (Neue Arbeiten zur ärztlichen Psychoanalyse No. 5). Translated to English in 1991, ISBN 978-0-946439-95-9
- The Psychology of Women, Volume 1: Girlhood, Allyn & Bacon, 1943, ISBN 978-0-205-10087-3
- The Psychology of Women, Volume 2: Motherhood, Allyn & Bacon, 1945, ISBN 978-0-205-10088-0
- Neuroses and Character Types, International Universities Press, 1965, ISBN 0-8236-3560-0
- Selected Problems of Adolescence, International Universities Press, 1967, ISBN 0-8236-6040-0
- A Psychoanalytic Study of the Myth of Dionysus and Apollo, 1969, ISBN 0-8236-4975-X
- Confrontations with Myself, Norton, 1973, ISBN 978-0-393-07472-7
- The Therapeutic Process, the Self, and Female Psychology, 1992, ISBN 978-0-393-07472-7

## Fordítás
- Ez a szócikk részben vagy egészben  a   Helene Deutsch című angol Wikipédia-szócikk fordításán alapul.  Az eredeti cikk szerkesztőit annak laptörténete sorolja fel. Ez a jelzés csupán a megfogalmazás eredetét és a szerzői jogokat jelzi, nem szolgál a cikkben szereplő információk forrásmegjelöléseként.